# كيسي كروفورد
كيسي كروفورد (بالإنجليزية: Casey Crawford)‏ هو لاعب كرة قدم أمريكية أمريكي، ولد في 1 أغسطس 1977 في واشنطن العاصمة في الولايات المتحدة.

## وصلات خارجية
- كيسي كروفورد على موقع مرجع كرة القدم المحترفة.كوم (الإنجليزية)
- كيسي كروفورد على موقع JustSportsStats.com (الإنجليزية)
- كيسي كروفورد على موقع كلية كرة القدم في سبورتس رفرنس.كوم (الإنجليزية)